# راسدورف
راسدورف (به آلمانی: Rasdorf) یک شهر در آلمان است که در فولدا واقع شده‌است. راسدورف ۱٬۸۳۵ نفر جمعیت دارد.